# Farallonophilus
Farallonophilus is een geslacht van rechtvleugeligen uit de familie grottensprinkhanen (Rhaphidophoridae). De wetenschappelijke naam van dit geslacht is voor het eerst geldig gepubliceerd in 1972 door Rentz.

## Soorten
Het geslacht Farallonophilus  is monotypisch en omvat slechts de volgende soort:
- Farallonophilus cavernicolus (Rentz, 1972)